# Luisa Trombetti
Luisa Trombetti, född 5 september 1993, är en italiensk simmare.
Trombetti tävlade för Italien vid olympiska sommarspelen 2016 i Rio de Janeiro, där hon blev utslagen i försöksheatet på 200 och 400 meter medley.